# Río Jate
El río Jate es un río de España de la cuenca mediterránea andaluza, que discurre en su totalidad por el territorio del suroeste de la provincia de Granada. 

## Curso
El río Jate nace en la sierra de Almijara, dentro del término municipal de Almuñécar, municipio en el que también desemboca, en la playa de La Herradura, tras un recorrido de 8,2 km que realiza en sentido norte-sur. Surge de un manantial kárstico y se caracteriza por tener un régimen estacional, sin escorrentía permanente.
La precipitación media sobre la cuenca del Jate, de unos 25 km de superficie, es del orden de 550 m/año. La aportación hídrica total se ha estimado en 2.2 hm³/año.